# Rubén Negredo
Rubén Negredo Sánchez (Madrid, España, 3 de agosto de 1983) es un exfutbolista español que se desempeñaba de delantero. Es hermano del también exfutbolista César Negredo y del futbolista Álvaro Negredo.

## Trayectoria
Comenzó su trayectoria durante la temporada 2004/2005 en el Real Aranjuez, antes de tener una breve pausa sin equipo. Luego, en la misma temporada, se unió al Carabanchel. En la temporada siguiente, jugó para Navalcarnero antes de unirse al CA Pinto en la temporada 2006/2007.
Durante las siguientes temporadas, pasó por una serie de equipos, incluyendo el Rayo Majadahonda en la temporada 2008/2009 y Barakaldo CF en la temporada 2009/2010. Posteriormente, se unió a UB Conquense en la temporada 2010/2011 y luego a Gimnástica en la temporada 2011/2012.
En la temporada 2012/2013, jugó para el Deportivo Alavés antes de fichar por el Reus Deportiu en la temporada 2013/2014. Continuó su carrera en Cornellà durante la temporada 2014/2015 antes de tener una breve estancia en CD Lealtad y CD Castellón en esa misma temporada.
En la temporada 2015/2016, se unió a UD San Sebastián, donde concluyó su carrera como futbolista profesional.

## Clubes
| Club                      | País        | Año  |
| ------------------------- | ----------- | ---- |
| Alcobendas                | España      | 2004 |
| Aranjuez                  | 2004        |      |
| Carabanchel               | 2005        |      |
| Navalcarnero              | 2006        |      |
| Atlético Pinto            | 2007        |      |
| Rayo Majadahonda          | 2008        |      |
| Barakaldo CF              | 2009 - 2010 |      |
| UB Conquense              | 2011        |      |
| Gimnástica de Torrelavega | 2011        |      |
| Dep. Alavés               | 2012        |      |
| Reus Deportiu             | 2013        |      |
| CF Badalona               | 2014        |      |
| Cornellà                  | 2014        |      |
| CD Lealtad                | 2014        |      |
| CD Castellón              | 2014        |      |
| UD Sanse                  | 2015        |      |

## Palmarés
| Título                       | Club        | País   | Año     |
| ---------------------------- | ----------- | ------ | ------- |
| Segunda División B de España | Dep. Alavés | España | 2012-13 |